# Очкаласов, Виталий Николаевич
Вита́лий Никола́евич Очкала́сов (21 января 1963, Кропоткин, Краснодарский край, РСФСР — 24 мая 2024, Кропоткин, Краснодарский край) — российский муниципальный деятель. Глава муниципального образования Кавказский район Краснодарского края (11 октября 2009 — 24 мая 2024).

## Биография
Родился 21 февраля 1963 года в городе Кропоткине Краснодарского края в семье рабочих.
В 1980 году окончил среднюю школу № 11 города Кропоткина и поступил в Ростовский институт железнодорожного транспорта (ныне Ростовский государственный университет путей сообщения) на отделение по специальности инженер-механик. После окончания института в 1985 году стал работать начальником производственно-технического отдела в Кавказском вагонном депо. С 1998 года по 2005 год Виталий Николаевич работал генеральным директором ООО «Транспорт».

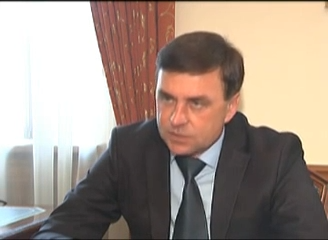
На встрече с губернатором Краснодарского края Александром Ткачёвым в Сочи 3 июля 2014 года

В период с 2000 по 2006 год неоднократно избирался депутатом городской Думы Кропоткина. В 2005 году назначен генеральным директором ЗАО «Агрофирма «Дружба» Тбилисского района.
В декабре 2006 года назначен исполняющим обязанности главы муниципального образования Новокубанский район. В апреле 2007 года избран на должность главы муниципального образования Новокубанский район, набрав 84,15 % голосов. В июне 2009 года назначен исполняющим обязанности главы Кавказского района.
11 октября 2009 года избран главой муниципального образования Кавказский район, набрав 93,44 % голосов. В сентябре 2014 года на выборах главы муниципального образования Кавказский район избран главой района на второй срок, набрав 93,59 % голосов.
Скоропостижно скончался утром 24 мая 2024 года на 62-м году жизни. Причиной смерти стала остановка сердца.

## Награды
Виталий Николаевич был многократно награждён почётными грамотами губернатора Краснодарского края, а также медалями «За выдающийся вклад в развитие Кубани» и «Князь Григорий Потёмкин».

## Личная жизнь
Был женат, имел двоих детей:
- Семён Очкаласов. В 2008 году окончил юридический факультет Кубанского государственного университета[10]. В августе 2013 года он выехал на Porsche Panamera Turbo на полосу встречного движения и врезался в автомобиль ВАЗ-2107. Водитель и пассажир ВАЗ-2107 погибли. Сначала против Очкаласова было возбуждено уголовное дело, но позже его закрыли за «отсутствием состава преступления»[11][10].
- Татьяна Очкаласова. В 2014 году возглавила одно из передовых местных хозяйств Кропоткина — «Степное» — и получила в нем 25 %, через два года стала руководителем агрофирмы «Воздвиженская». По состоянию на 2019 год, под руководством Татьяны Очкаласовой находится шесть юридических лиц, которые полностью или частично принадлежат ей[10].

В 2016 году годовой доход Виталия Очкаласова составлял 13 млн рублей, за 2017 год — 17,5 млн рублей, а за 2019 год — почти 29 млн рублей. Очкаласову принадлежат 80 земельных участков с разной долей собственности, в пользовании находился жилой дом площадью 270 м².